# インドシュモクザメ
インドシュモクザメ (Eusphyra blochii) は、軟骨魚綱メジロザメ目シュモクザメ科に分類されるサメ。

## 分布
インド太平洋西部の熱帯域で見られ、東はペルシャ湾から、東南アジア一帯・ニューギニア・クイーンズランド州北部、北は台湾、南は西オーストラリア州のモンテベロ諸島までに分布する。

## 形態
最大全長186センチメートル。頭部のcephalofoilは細長く、少し後退角がついている。頭部の幅は全長の40 - 50 %に達する。吻はcephalofoilより少し前に突き出す。長大なcephalofoilの機能については、様々な仮説が提唱されている。
- 眼が長いcephalofoilの先端についていることで、他のどのシュモクザメよりも広い、メジロザメ類の4倍に達する48°もの両眼視角を持つ。このために高度な奥行き知覚が可能で、狩りに役立っていると考えられている[6]。
- 体に対する鼻孔の長さはシュモクザメとしては最大である。長い鼻孔はより多くの嗅覚受容体を持ち、より多くの水を調べることで匂い分子を検出する能力を高めることができる。全長1メートルの個体は、理論的には毎秒2,300立方センチメートル（毎秒2.3リットル）の水を鼻孔に流すことができる。嗅覚に関する他の利点として、左右の鼻孔間の距離を広げることで、匂いが来る方向を判別しやすくなることが挙げられる[7]。
- 電気受容器のロレンチーニ器官と機械受容器の側線を収めるスペースを増やすことで、獲物が発する電場や水流の検出力が上がる[4]。

本種のcephalofoilは長すぎて、他のシュモクザメのように、水中での運動性を高めるために用いるのは困難であると推測される。
各鼻孔の前方にも隆起がある。鼻孔は口の2倍程度の長さで、cephalofoilの前縁に沿うように位置している。眼は丸くて瞬膜を備え、cephalofoilの前方の角に位置する。口は比較的小さく弧を描く。片側の歯列は上顎で15 - 16、下顎で14で、顎の中央には1列の小さな正中歯があることもある。各歯は小さくて縁は滑らかで、三角形の傾いた尖頭を持つ。鰓裂は5対で、第5鰓裂は胸鰭の基部に位置する。
体は細く流線型で、第一背鰭は鎌型で細く非常に高い。胸鰭・第二背鰭はこれよりかなり小さい。第一背鰭は胸鰭の基底の上から、第二背鰭は臀鰭の基底の後ろ1/3から起始する。臀鰭は第二背鰭よりもさらに1/2程度長い。尾柄の背面には、尾鰭の基部から前方に溝が走る。尾鰭上葉は下葉より長く、後縁の先端に欠刻を持つ。皮膚は重なり合った皮歯に覆われ、各皮歯には後縁の鋸歯に続く3本の隆起線が走る。背面は灰褐色から灰色、腹面は灰白色。鰭に模様はない。

## 分類
1785年、ドイツの博物学者マルクス・エリエゼル・ブロッホはSqualus zygaena（現在のシロシュモクザメのシノニム）の1個体を記録した。1817年の『動物界』 において、フランスの動物学者ジョルジュ・キュヴィエは、ブロッホの記録した個体に"z. nob. Blochii" の名で言及し、シロシュモクザメとは別種であることを明らかにした、キュヴィエは本種に適切な学名を与えなかったが、1822年にアシル・ヴァランシエンヌが別の標本を記録した時には、キュヴィエを命名者とする形で Zygaena Blochii nobis の学名が用いられている。
1862年、テオドール・ギルは新たに Eusphyra 属を設立し、本種を含めた。この名はギリシャ語の eu（真の）・sphyra（鎚）に由来する。だが、当時の専門家は本種をそれまで通りシュモクザメ属に含めることを好んだ。Eusphyra 属は1948年にHenry BigelowとWilliam Schroederにより復帰され、1979-1988年にレオナルド・コンパーニョによってさらなる分類学的研究が行われた。だが現在でも、本種の学名は Sphyrna blochii とされることがある。
シュモクザメ科はメジロザメ科と近縁である。かつては、最初にウチワシュモクザメのようなcephalofoilが小さいグループが出現し、その中から本種のような長大なcephalofoilを持つ派生的なグループが進化したと考えられてきた。だが、アロザイム・mtDNA・核DNAを用いた分子系統解析からは逆の結果が得られ、本種やヒラシュモクザメのような長大なcephalofoilが先に進化したと考えられるようになっている。分子時計からは、本種が他のシュモクザメ類から分岐したのは、1500-2000万年前の中新世であると推定される。

## 生態
主に大陸棚に沿った沿岸部に生息する。

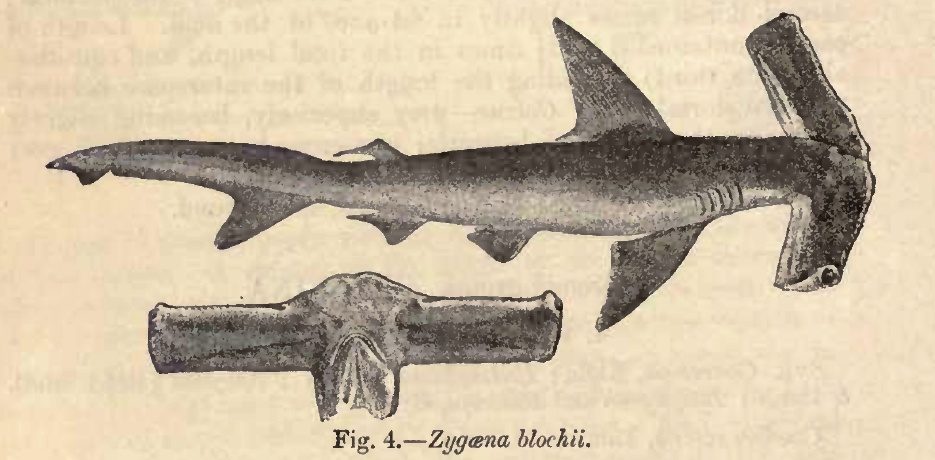
Fauna of British India (1889) のイラスト。非常に長いcephalofoilを持つが、その機能は不明である。

主に海底近くで獲物を探す。最も多く捕食するのは小魚で、次に甲殻類、頭足類が続く。
寄生虫として条虫の Callitetrarhynchus blochii ・Heteronybelinia heteromorphi ・Otobothrium carcharidis ・Otobothrium mugilis・Phoreiobothrium puriensis・Phyllobothrium blochii、回虫のHysterothylacium ganeshi・Pseudanisakis 属の一種・Raphidascaroides blochii・Terranova 属の一種、ウオジラミ属のCaligus furcisetifer、アイメリア属のEimeria zygaenaeが知られている。
繁殖様式は胎生。成魚雌は右側の卵巣のみが機能するが、子宮は両側が機能する。妊娠中は、胎児1個体につき1個の仕切りが子宮内に形成される。ムンバイ周辺では、交尾はモンスーン期の7-8月に行われ、雄は雌に噛み付いて交尾を促す。雌は毎年繁殖する。妊娠期間は、インド西部では8–9ヶ月、オーストラリア北部では10–11ヶ月になる。妊娠中の雌は互いに争うことが報告されている。1回に6 - 25匹の稚魚を産む。
他のサメと同様、初期の胎児は卵黄によって成長する。4.0-4.5cmになるとcephalofoilと鰭の形成が始まる。12-16cm頃に卵黄をほぼ使い切り、卵黄嚢と子宮壁に襞が生じ始める。その後、この襞は結合して胎盤となる。この時点では、胎児の発達は完了しておらず無色ではあるが、成体の基本的な特徴は備えている。cephalofoilは体にそって背中側に折り畳まれ、鰓裂からは長い外鰓が突き出す。20-29cmになると胎盤の形成が完了し、最初の歯、皮歯が生え、皮膚に色素が現れ、外鰓が縮小を始める。30cmになると、姿は成体とほぼ同じになる。
出産は、ムンバイとパランギペーッタイでは5-6月、マンナール湾では3-4月、オーストラリア北部では2-3月に行われる。胎児は尾から先に産まれ、総排泄孔を抜けるまではcephalofoilは折り畳まれている。出生時は32-47cmで、雄は1.0-1.1 m、雌は1.1-1.2 mで性成熟する。寿命は最低でも21年。

## 人間との関係
人間には無害だと考えられている。
漁業による乱獲（特に東南アジア）により、生息数は減少している。オーストラリア北部では漁獲量が少なく、漁具の規制などにより網に絡まる例も減ったことから個体群単位での絶滅のおそれは低いと考えられている。
分布域の大部分で刺し網・地曳網・張り網・延縄・釣りなどによって漁獲される。鰭がフカヒレとしてアジアに輸出されるほか、肉は食用に、肝臓は肝油、粗は魚粉に加工される。